# Invasión masiva de osos polares en Rusia en 2019
En febrero de 2019, el archipiélago ruso de Nueva Zembla en el Océano Ártico experimentó una invasión masiva de osos polares. Se vio a decenas de osos polares tratando de ingresar a hogares, edificios cívicos y áreas habitadas. Las autoridades del óblast de Arcángel declararon el estado de emergencia el 16 de febrero de 2019.
Según la agencia de informes local, al menos 52 osos ingresaron al área cerca de Belushya Guba, el principal asentamiento de la isla. Las imágenes muestran a los osos polares buscando comida en la basura de un vertedero local. Los osos polares no pueden subsistir con una dieta basada en basura debido a la falta de proteínas y grasas suficientes.
El administrador local Alexander Minayev dijo que al menos entre 6 y 10 osos ingresaron al territorio del asentamiento. Las personas estaban asustadas y no querían salir de sus hogares, por lo que se detuvieron sus rutinas diarias planificadas. "Los padres tienen miedo de dejar que los niños vayan a la escuela o al jardín de infancia", dijo Minayev. También dijo que "literalmente persiguieron a la gente en la región".
Zhigansha Musin, el jefe de la administración local, dijo: "Nunca ha habido tantos osos polares en esta área desde 1983".
Cazar osos polares y dispararles está prohibido por ley en Rusia. Además, las patrullas de vehículos y los perros no lograron disuadirlos. Se había enviado un equipo de expertos a la región ártica para sacar a los osos polares que llegaban a la zona habitada y sus alrededores.

## Efectos del cambio climático
El Fondo Mundial para la Naturaleza de Rusia dijo: "Hoy en día, los osos polares están entrando en áreas humanas con más frecuencia que en el pasado y el cambio climático es la razón. El  calentamiento global está reduciendo el hielo marino y este fenómeno obliga a los osos polares a venir a la tierra para encontrar nuevas fuentes de alimento". Liz Greengrass, directora de la organización benéfica de conservación de animales del Reino Unido Born Free Foundation, dijo a CNN que las focas son el alimento más común para los osos polares, pero el calentamiento global está reduciendo su medio ambiente, por lo que los osos polares deben cambiar su régimen alimenticio.
Según un estudio de 2013 en la revista Nature, el calentamiento global está afectando al planeta más que en el pasado. Los modelos de sugerencia estimados dicen que el hielo marino del Ártico está disminuyendo a una tasa del 13 por ciento por década. Los científicos creían que este cambio climático fue la principal razón del comportamiento agresivo de los osos polares.

## Secuelas
Los osos polares no suelen cazar humanos, ya que su dieta es predominantemente de mamíferos marinos, pero un encuentro cercano con ellos puede resultar en lesiones graves o la muerte.
Las autoridades locales han tomado una serie de medidas de seguridad, como cazar osos problemáticos designados, asegurar la escuela local con cercas y enviar personal militar a sus puestos en "vehículos especiales".
Además, la administración ha pedido permiso al organismo nacional de protección de la naturaleza para disparar y matar a los osos más agresivos. El organismo de control negó esta solicitud, pero designó un equipo de especialistas para tratar de abordar el problema sin violencia innecesaria.